# Ciclone polar
- Este artigo foi inicialmente traduzido, total ou parcialmente, do artigo da Wikipédia em inglês cujo título é «Polar cyclone».

Encontre fontes: ABW  •  CAPES  •  Google (notícias • livros • acadêmico)
Ciclone polar (também conhecido como ciclone ártico ou antártico) é um termo usado em meteorologia para designar vários tipos de áreas de baixa pressão que ocorrem nas regiões polares do planeta, onde as temperaturas são mais frias. Os ciclones polares não devem ser confundidos com baixas polares, que se assemelham a um ciclone tropical por se formarem sobre água relativamente morna. 

## História
Um vórtice polar foi descrito pela primeira vez em 1853. O fenômeno do aquecimento estratosférico repentino (SSW) se desenvolve durante o inverno no Hemisfério Norte e foi descoberto em 1952 com observações de radiossonda em altitudes superiores a 20 km. 
O fenômeno foi mencionado com frequência nas notícias e na mídia meteorológica no frio inverno norte-americano de 2013-2014, popularizando o termo como uma explicação para temperaturas muito frias. 
Um congelamento profundo que atingiu grande parte dos Estados Unidos e Canadá no final de janeiro de 2019 foi atribuído a um vórtice polar. O Serviço Nacional de Meteorologia dos Estados Unidos alertou que o congelamento é possível em apenas 10 minutos após estar do lado de fora em temperaturas tão extremas e centenas de escolas, faculdades e universidades nas áreas afetadas foram fechadas. Cerca de 21 pessoas morreram nos EUA devido a queimaduras graves. Os estados da região centro-oeste dos Estados Unidos tiveram ventos frios pouco acima de -50°F (-45°C), que é mais frio do que a tundra congelada e a Antártica. 
Acredita-se que o vórtice polar também tenha tido efeitos na Europa. Por exemplo, as inundações de inverno de 2013–14 no Reino Unido foram atribuídas ao vórtice polar que trouxe frio intenso nos Estados Unidos e no Canadá. Da mesma forma, o frio severo e brutal no Reino Unido nos invernos de 2009/10 e 2010/11 também foi atribuído ao vórtice polar. 

## Descrição

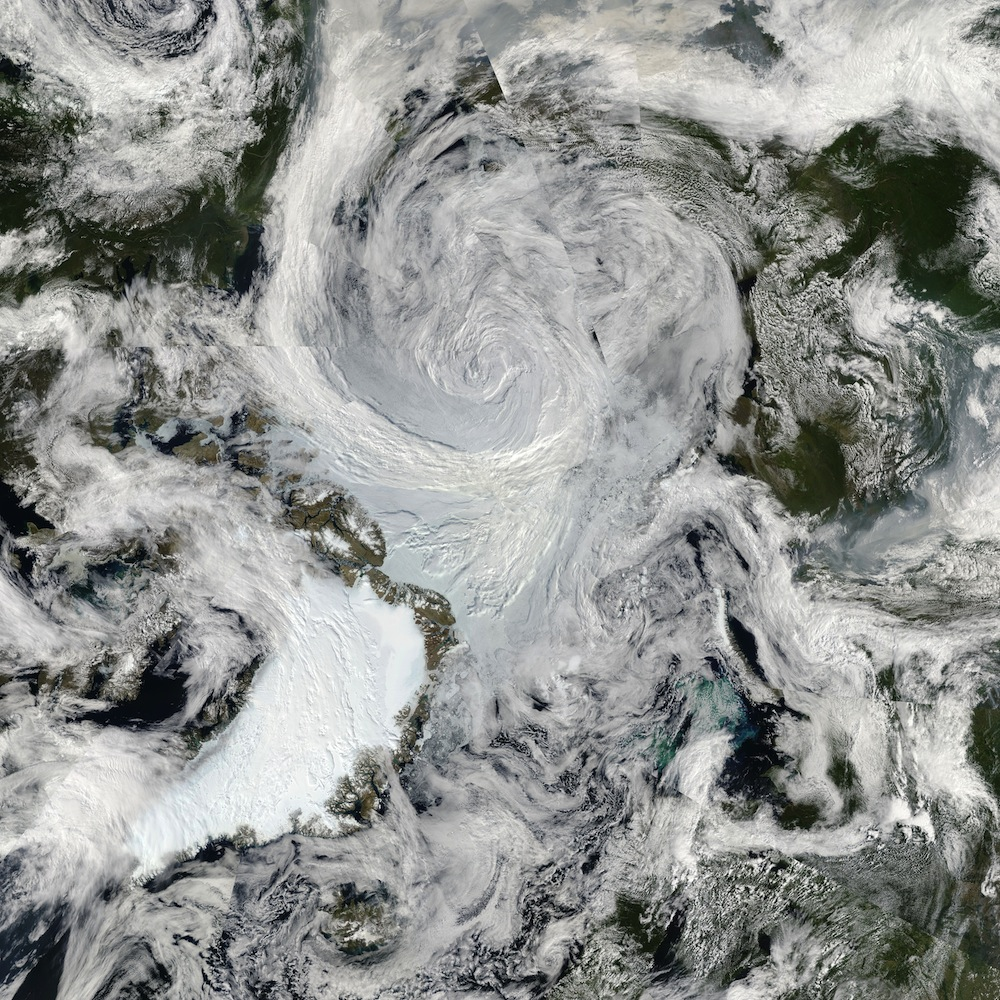
Um ciclone polar ártico em 2012

Os ciclones polares são zonas de baixa pressão que normalmente têm de 1.000 a 2.000 km de diâmetro e, assim como outros ciclones, giram no sentido anti-horário no hemisfério norte e sentido horário no hemisfério sul. A razão para a rotação dos sistemas é a mesma para os outros ciclones, o efeito Coriolis.
Eles podem se formar em qualquer época do ano, no entanto os ciclones polares formados no verão tendem a ser mais fracos do que ciclones que se formam no inverno. 
Embora a atividade de ciclones polares seja mais ativa no Ártico euro-asiático, com aproximadamente 15 ciclones por inverno, ciclones polares também podem ocorrer na Groenlândia, no Ártico canadense e na Antártida. 
Quando se desenvolvem perto do polo norte ciclones árticos e quando se desenvolvem no polo sul, de ciclones antárticos. 
Eles raramente causam danos graves, já que costumam ocorrer em áreas pouco povoadas.

## Duração e potência
Os vórtices polares são mais fracos durante o verão e mais fortes durante o inverno. Os ciclones extratropicais que migram para latitudes mais altas quando o vórtice polar é fraco podem interromper o vórtice único criando vórtices menores (baixas de núcleo frio ) dentro da massa de ar polar. Esses vórtices individuais podem persistir por mais de um mês.  
Erupções vulcânicas nos trópicos podem levar a um vórtice polar mais forte durante o inverno por até dois anos depois.  A força e a posição do vórtice polar moldam o padrão de fluxo em uma ampla área ao seu redor. Um índice que é usado no hemisfério norte para medir sua magnitude é a oscilação do Ártico . 